# 山下谷次

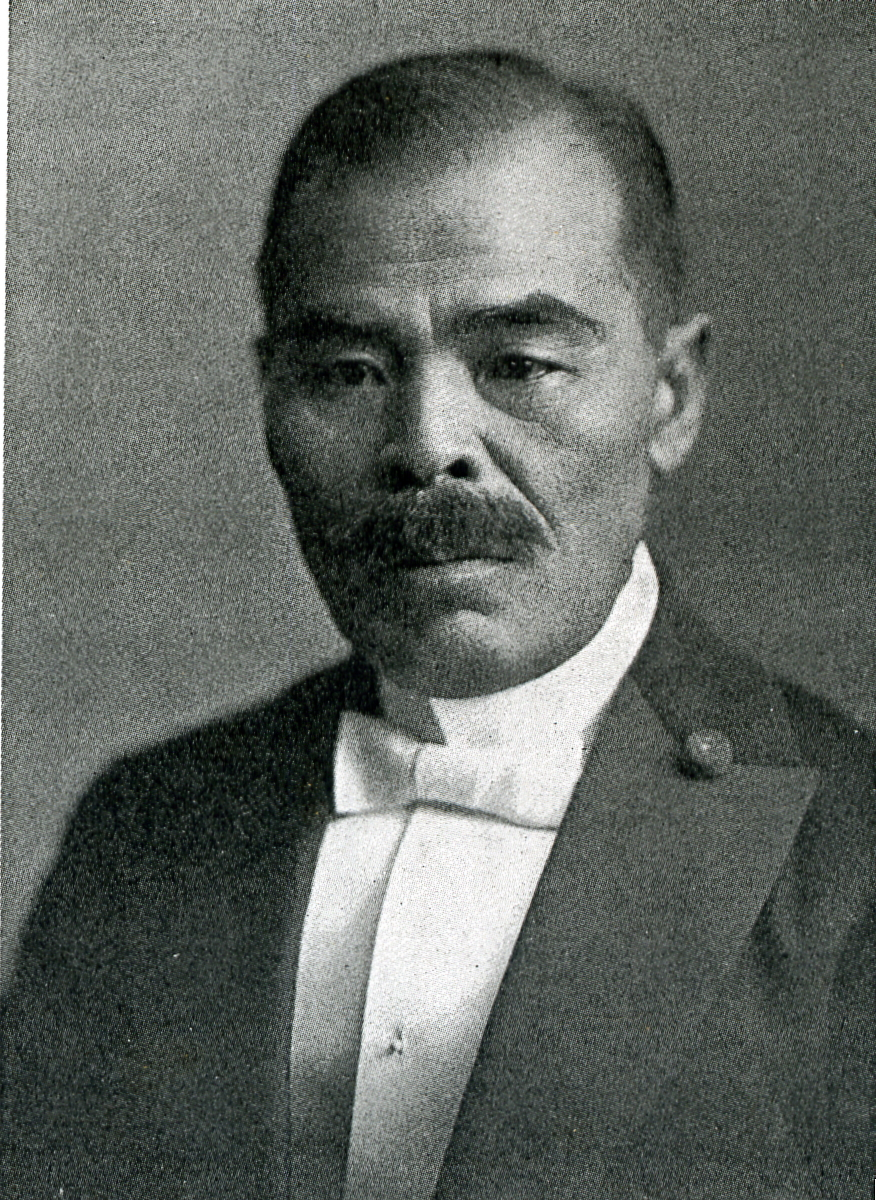
山下谷次

山下 谷次（やました たにじ、1872年3月30日〈明治5年2月22日〉 - 1936年〈昭和11年〉6月5日）は、日本の衆議院議員（立憲政友会）、教育者。妻は画家の山下紅畝。

## 経歴
香川県仲多度郡十郷村（現在のまんのう町）に山下重五郎の四男として生まれた。琴平町の明道黌で学んだ後、京都の尽誠舎を卒業した。さらに東京に出て、英語・漢学・数学を学んだ。1893年（明治26年）より中等教育に従事し、1903年（明治36年）に神田区に東京商工学校（現在の埼玉工業大学）を創設し、校主と校長を兼ねた。
1924年（大正13年）、第15回衆議院議員総選挙に出馬し、当選。以後、5回の当選を重ねた。その間、犬養内閣で文部参与官を務めた。